# 権平ひつじ
権平ひつじ（ごんだいら ひつじ 9月29日 - ）は、日本の漫画家。男性。北海道出身。代表作は『夜桜さんちの大作戦』。

## 経歴
19歳のときに地元の北海道から第43回（2011年1月）JUMPトレジャー新人漫画賞（審査員：椎橋寛）に『IBIS』を投稿し、佳作を受賞した。北海道大学水産学部を卒業した後漫画一本に打ち込む。
『少年ジャンプNEXT!』（集英社）2011 SUMMERに『チャコの脱獄論』を掲載。
第10回金未来杯にエントリー作品として読切『幻獣医トテク』を『週刊少年ジャンプ』（集英社）2015年39号に掲載、金未来杯を受賞する。『ポロの留学記』を同誌2017年12号から29号まで連載する。
『夜桜さんちの大作戦』を同誌2019年39号から2025年8号まで連載する。

## 逸話
- 作者（権平ひつじ）には複数人の兄弟がいる。多芸多趣味かつ胃が弱い実兄は、北海道札幌市を拠点に夫婦で音楽活動をしている（43°official site）。実弟の漫画家デビューを喜び、宣伝していた兄であったが、『ポロの留学記』の打ち切りが決まった頃の作者の様子について兄は「読者の反応を見ると落ち込むだろうからインターネットを利用していない」「応援コメントには全員に返信しないといけないのでSNSは一切やっていない」「既に打ち切りを予想してか、落ち込むのを通り越して（作者当人が）大声で歌っている」と赤裸々に報告し、さらに「どれだけメンタルがガラスなんだよ」という言葉でTwitterに投稿した。逆説的に応援していたとみられる投稿であったが、Twitter内のみならず2ちゃんねる等のインターネット上で評判を呼んでしまい、実兄はFacebook上で「インターネット怖い」としょんぼりしていた。
- 兄のCDのジャケットを描いていたり（人物のみ。背景は兄の作画）、お互いに無意味なものを贈りつける戦いを続けるなど、兄弟仲は良好である。
- 少年時代は科学者志望であり、北大水産学部に進んだのは、海洋生物に興味があったのと、漁師であった祖父が（同学部の所在地である）函館市出身であったことが大きいと言う。『夜桜さんちの大作戦』などの作品でも、海洋大循環など、専門分野を生かしたネタも少なくない[3]。水産科学未来人材育成館建設に際して多額の寄付をしている[1]。

## 作品リスト
- IBIS（2011年） - 第43回JUMPトレジャー新人漫画賞佳作作品[2]。
- チャコの脱獄論（『少年ジャンプNEXT!』2011 SUMMER） - デビュー作。
- 機械仕掛けの神父様（『少年ジャンプNEXT!』2012 SPRING）
- こっくり屋ぁい！（『週刊少年ジャンプ』2013年12号[5]）
- 幻獣医トテク（『週刊少年ジャンプ』2015年39号掲載[5]） - 第10回金未来杯受賞作品。
- 『ポロの留学記』集英社〈ジャンプ コミックス〉全2巻（『週刊少年ジャンプ』2017年12号 - 29号[5]）
- 『夜桜さんちの大作戦』集英社〈ジャンプ コミックス〉全29巻（『週刊少年ジャンプ』2019年39号[6] - 2025年8号）

## 関連人物
アシスタント
- 屋宜知宏
- 杠憲太